# Lidovino Antônio Fanton
Lidovino Antônio Fanton (Farroupilha, 1920 – 12 de setembro de 1982) foi um político brasileiro.
Foi eleito deputado estadual para a 41ª legislatura (1963 — 1967), 42ª legislatura (1967 — 1971) e 43ª legislatura (1971 — 1975). Foi eleito deputado federal nas eleições estaduais no Rio Grande do Sul em 1974 e nas eleições estaduais no Rio Grande do Sul em 1978.